# Orestes
Orestes var i den græske legende søn af Agamemnon og Klytaimnestra.
Ifølge Homer var Orestes ikke i Mykene, da hans fader kom hjem fra den Trojanske Krig og blev myrdet af sin kones elsker Aigisthos. Otte år senere blev Orestes som 20-årig beordret af det Delfiske orakel dvs. Apollon til at vende tilbage fra Athen for at hævne sin fader.
Ifølge tragediedigteren Aischylos mødte han sin søster Elektra foran Agamemnons grav, og de genkendte hinanden. De planlagde hævnen sammen:
Efter at have dræbt både sin moder og Aigisthos (nogle siger med Elektras hjælp) bliver Orestes jaget af erinyerne, hvis pligt det er at straffe forbrydelser mod blodbeslægtede. Orestes søger ly i Delfis tempel, delvis drevet til vanvid, men selv om Apollon havde beordret drabet, kan han ikke hjælpe mod konsekvenserne. Til sidst griber Athene ind og nedsætter en ret på Akropolis i Athen med 12 attiske dommere. Efter bedømmelsen er seks dommerne for og seks imod, hvorefter Athene kaster den afgørende stemme for frikendelse. Orestes rejser derefter et alter til Athenes ære.
Jean-Paul Sartre har gendigtet myten i teaterstykket Fluerne.